# 第9師団 (日本軍)
第9師団（だいきゅうしだん）は、大日本帝国陸軍の師団の一つ。
日清戦争の後、軍備増強の必要性から1898年（明治31年）に新設された6個師団の一つで、北陸の富山・石川・福井各県の兵士で構成され、衛戍地を金沢として編成された師団である。第18師団（久留米市）と、陸軍内部でその精鋭さでは双璧といわれた。1898年11月8日、師団司令部と師団監督部が開庁した。同年11月29日、監督部は旧金沢城内の新築庁舎に移転。
1940年（昭和15年）8月から師団の衛戍地は満洲となり、代替の常設師団として第52師団が編成された。またこの時、歩兵第36連隊を第28師団に転出させて三単位編制に改編された。

## 大陸戦線
1904年（明治37年）に日露戦争が勃発すると、師団長大島久直中将の下で出征し、乃木希典大将率いる第3軍隷下で旅順攻囲戦に参加する。旅順では師団所属の歩兵連隊長全員が負傷する激しい戦闘となった。後の二・二六事件で陸軍教育総監として暗殺されることになる渡辺錠太郎中隊長(歩兵第36連隊)が第一次旅順要塞総攻撃に参加し負傷している。続いて参加した奉天会戦でも、山砲兵第9連隊長まで戦死するという大打撃を受けている。日露戦争後、約2年間朝鮮半島に駐留した。1913年（大正2年）11月13日から17日、名古屋市周辺で行われた陸軍特別大演習に西軍として参加。1914年4月14日、師団司令部留守部を設置し事務を開始。1916年4月30日、師団司令部が金沢衛戍地に帰着した。1918年6月12日、兵器部が司令部構内で事務を開始。
1921年（大正10年）シベリア出兵に参加する。
1932年（昭和7年）1月に起こった第一次上海事変にも動員された。
1933年（昭和8年）には福井県、石川県下で行われた陸軍特別大演習に北軍として参加した。
1934年（昭和9年）9月には、大聖寺町で発生した大火の消火活動に工兵隊が加わった。
その後1935年（昭和10年）から約2年間の満洲駐剳任務に就き、1937年（昭和12年）2月に帰国する。

## 日中戦争
1937年（昭和12年）7月からの日中戦争では、上海派遣軍司令官松井石根大将の要請により、第13師団および第101師団とともに第二次上海事変の増援軍として上海戦線に赴いた。上海戦の後南京攻略戦に投入、1938年（昭和13年）2月14日には中支那派遣軍戦闘序列に編入され徐州会戦を、8月22日には第11軍戦闘序列に編入され武漢作戦を戦い、翌1939年（昭和14年）6月復員する。

## 太平洋戦争
太平洋戦争開戦後は、師団は第3軍の指揮下衛戍地である満洲に在り、治安維持活動を主務としていた。1944年（昭和19年）7月に絶対国防圏の要石とされたサイパンが玉砕するなど戦局が緊迫化したことを受け、長勇参謀長の要望により、沖縄担当の第32軍戦闘序列に編入され、精鋭師団として防衛の中核を期待されていた。実際、第32軍は八原博通大佐（高級参謀）立案の元、第9師団を中心に沖縄防衛計画を固め、米軍撃滅の自信を深めていた。当初司令部は首里の官立沖縄師範学校に置かれたが、後に南部の大里村へ移された。これは当師団を軍の総予備として位置付けるものとしての措置でもあった。同年11月4日、第32軍の一兵団を比島へ転用のため、大本営・第10方面軍・第32軍が台北で会議を開いたが、台北会議は要領の得ないまま散会となった。しかし、同年11月17日、台湾へ転出命令が下され、12月末に台湾に移転したものの、連合国軍は台湾を通り越して直接沖縄本島に上陸したため、戦うことなく同地で終戦を迎えた。後に当時大本営作戦課長であった服部卓四郎元大佐が第9師団抽出を「魔がさしたとしか思えない。一世一代の不覚であった。」と述懐している。
第9師団は武勲高い歴戦の師団であるが太平洋戦争時、一度も交戦することが無かった。

## 歴代師団長

川村宗五郎の葬儀の様子

- 大島久直 中将：1898年（明治31年）10月1日 - 1906年（明治39年）7月6日
- 塚本勝嘉 中将：1906年（明治39年）7月6日 - 1908年（明治41年）12月21日
- 神尾光臣 中将：1908年（明治41年）12月21日 - 1912年（大正元年）12月26日
- 川村宗五郎 中将：1912年（大正元年）12月26日 - 1916年（大正5年）3月18日死去
- 橋本勝太郎 中将：1916年（大正5年）3月24日 - 1919年（大正8年）7月25日
- 松浦寛威 中将：1919年（大正8年）7月25日 - 1922年（大正11年）11月24日
- 星野庄三郎 中将：1922年（大正11年）11月24日 - 1925年（大正14年）5月1日
- 伊丹松雄 中将：1925年（大正14年）5月1日 - 1927年（昭和2年）7月26日
- 永井来 中将：1927年（昭和2年）7月26日 - 1930年（昭和5年）12月22日
- 植田謙吉 中将：1930年（昭和5年）12月22日 - 1932年（昭和7年）9月1日
- 荒蒔義勝 中将：1932年（昭和7年）9月1日 - 1934年（昭和9年）8月1日
- 外山豊造 中将：1934年（昭和9年）8月1日 - 1935年（昭和10年）12月2日
- 山岡重厚 中将：1935年（昭和10年）12月2日 - 1936年（昭和11年）12月1日
- 蓮沼蕃 中将：1936年(昭和11年）12月1日 - 1937年（昭和12年）8月26日
- 吉住良輔 中将：1937年（昭和12年）8月26日 - 1939年（昭和14年）12月1日
- 樋口季一郎 中将：1939年（昭和14年）12月1日 - 1942年（昭和17年）8月1日
- 原守 中将：1942年（昭和17年）8月1日 - 1945年（昭和20年）4月7日
- 田坂八十八 中将：1945年（昭和20年）4月7日 - 終戦

## 歴代参謀長
- 須永武義 歩兵中佐：1898年（明治31年）10月1日 - 1904年9月8日[10]
- 足立愛蔵 砲兵大佐：1904年（明治37年）9月8日 - 1906年7月6日[11]
- 有田恕 砲兵中佐：1906年（明治39年）7月6日 - 1910年10月10日[12]
- 白水淡 歩兵大佐：1910年（明治43年）10月10日 - 1912年11月27日[13]
- 宮田為之 歩兵大佐：1912年（大正元年）11月27日 - 1915年1月25日[14]
- 岡本功 騎兵大佐：1915年（大正4年）1月25日 - 1916年4月1日[15]
- 佐藤小次郎 砲兵大佐：1916年（大正5年）4月1日 - 1917年8月6日[16]
- 奥野英太郎 歩兵大佐：1917年（大正6年）8月6日 - 1919年7月25日[17]
- 金山久松 砲兵大佐：1919年（大正8年）7月25日 - 1920年2月21日[18]
- 中村稲彦 歩兵大佐：1920年（大正9年）2月21日[19] - 1922年8月15日[20]
- 吉田源治郎 騎兵大佐：1922年（大正11年）8月15日 - 1925年5月1日[21]
- 平塚直己 歩兵大佐：1925年（大正14年）5月1日 - 1928年8月10日[22]
- 宮沢浩 歩兵大佐：1928年（昭和3年）8月10日 - 1931年8月1日[23]
- 谷実夫 歩兵大佐：1931年（昭和6年）8月1日 - 1932年8月8日[24]
- 佐々木到一 歩兵大佐：1932年（昭和7年）8月8日 - 1932年12月7日[25]
- 波田重一 歩兵大佐：1932年（昭和7年）12月7日 - 1935年3月15日[26]
- 国崎登 歩兵大佐：1935年（昭和10年）3月15日 - 1936年8月1日[27]
- 中川広 歩兵大佐：1936年（昭和11年）8月1日 - 1938年3月1日[28]
- 安部孝一 歩兵大佐：1938年（昭和13年）3月1日 - 1939年3月9日[29]
- 楠山秀吉 歩兵大佐：1939年（昭和14年）3月9日 - 1940年12月2日[30]
- 石野芳男 大佐：1940年（昭和15年）12月2日 - 1942年7月1日[31]
- 桜井徳三郎 大佐：1942年（昭和17年）7月1日 - 1943年12月1日[32]
- 三原七郎 中佐：1943年（昭和18年）12月1日 - 1944年6月20日[33]
- 村沢一雄 大佐：1944年（昭和19年）6月20日 - 1945年1月8日[34]
- 角良晴 大佐：1945年（昭和20年）1月8日 - 終戦[35]

## 歴代兵器部長
- 面高俊雄 中佐：1927年（昭和2年）7月26日[36] -
- 宇治田昇造 中佐：1932年（昭和7年）8月8日[36] -
- 高橋次郎 中佐：1934年（昭和9年）3月5日[36] -
- 森本一夫 中佐：1935年（昭和10年）3月15日[36] -
- 番行善 大佐：1936年（昭和11年）8月1日[36] -

## 歴代経理部長
- 奥田徳三郎 一等主計正：1926年（大正15年）3月2日[36] -
- 後藤百人 一等主計正：1927年（昭和2年）7月26日[36] -
- 大内球三郎 二等主計正：1929年（昭和4年）8月1日[36] -
- 荻原厳比古 二等主計正：1930年（昭和5年）8月1日[36] -
- 西原貢 一等主計正：1934年（昭和9年）8月1日[36] -
- 貴志正雄 一等主計正：1936年（昭和11年）8月1日[36] -

## 最終所属部隊
- 歩兵第7連隊（金沢）：朝生平四郎大佐
- 歩兵第19連隊（敦賀）：露口同大佐
- 歩兵第35連隊（富山）：三好喜平大佐
- 山砲兵第9連隊：都村宗一大佐
- 工兵第9連隊：三池明少佐
- 輜重兵第9連隊：鈴木幸一大佐
- 第9師団通信隊